# Municipio de Carbondale (Pensilvania)
El municipio de Carbondale (en inglés: Carbondale Township) es un municipio ubicado en el condado de Lackawanna en el estado estadounidense de Pensilvania. En el año 2000 tenía una población de 1.881 habitantes y una densidad poblacional de 29.6 personas por km².

## Geografía
El municipio de Carbondale se encuentra ubicado en las coordenadas 41°34′00″N 75°28′59″O / 41.56667, -75.48306.

## Demografía
Según la Oficina del Censo en 2000 los ingresos medios por hogar en la localidad eran de $39,750 y los ingresos medios por familia eran de $51,250. Los hombres tenían unos ingresos medios de $33,015 frente a los $20,982 para las mujeres. La renta per cápita de la localidad era de $19,301. Alrededor del 7,8% de la población estaba por debajo del umbral de pobreza.